# Wintercoat
Wintercoat er et mikrobryggeri i Sabro tæt på Aarhus.
Bryggeriet blev etableret i 2002 af brygmester Niels Jørn Thomsen og hans hustru Dísa Fink, som har brygget øl siden 1970'erne. Bryggeriets kapacitet er 4x800 liter om ugen, og der anvendes "floor-malted" engelsk malt, og øllet pasteuriseres ikke.
Bryggeriets faste sortiment inkluderer bl.a. ESB, bryggeriets første øl af typen Extra Special Bitter, India Gold, en India Pale Ale, Oatmeal stout, en stout med bl.a. havre tilsat, More Please, en engelsk "session beer" med lav alkoholstyrke og Bitches Brew, en fransk/belgisk lys ale inspireret af jazzmusikeren Miles Davis. Derudover er der forskellige sæsonøl, såsom julebryggen Yule Ale, som bryggeren har brygget privat siden 1996, Tarbolton Bachelors Ale, en skotsk ale inspireret af den skotske digter Robert Burns og Aprilsnar, en hvedebock.